# Reggae rock
Reggae rock je podžánr reggae fusion, ve kterém jsou hlavní dominantou žánry reggae, rock a ska. Termín "reggae rock" je používán k zařazení tvorby skupin jako Sublime, Sublime with Rome, Pepper, Slightly Stoopid, The Expendables, Iration, The Dirty Heads, Rebelution, 311, a někdy i tvrdších skupin jako Fishbone a Bad Brains. Poněkud podobný termín "ragga metal" je použit k označení skupin, které spojují prvky žánrů Raggamuffin a metal. Mezi ně patří Dub War, Skindred a Zeroscape.

## Významní interpreti
- 311
- Iration[1]
- The Movement[2]
- No Fixed Address[3]
- Paralamas[4]
- Passafire[5]
- Pepper[6]
- The Police[7]
- Raggadeath
- Rebelution
- Redeye Empire
- Shrub
- Skindred
- Sticky Fingers
- The Skints
- Slightly Stoopid[8]
- Sublime
- Us Mob[3]
- Walk Off the Earth